# Vikings a Galícia

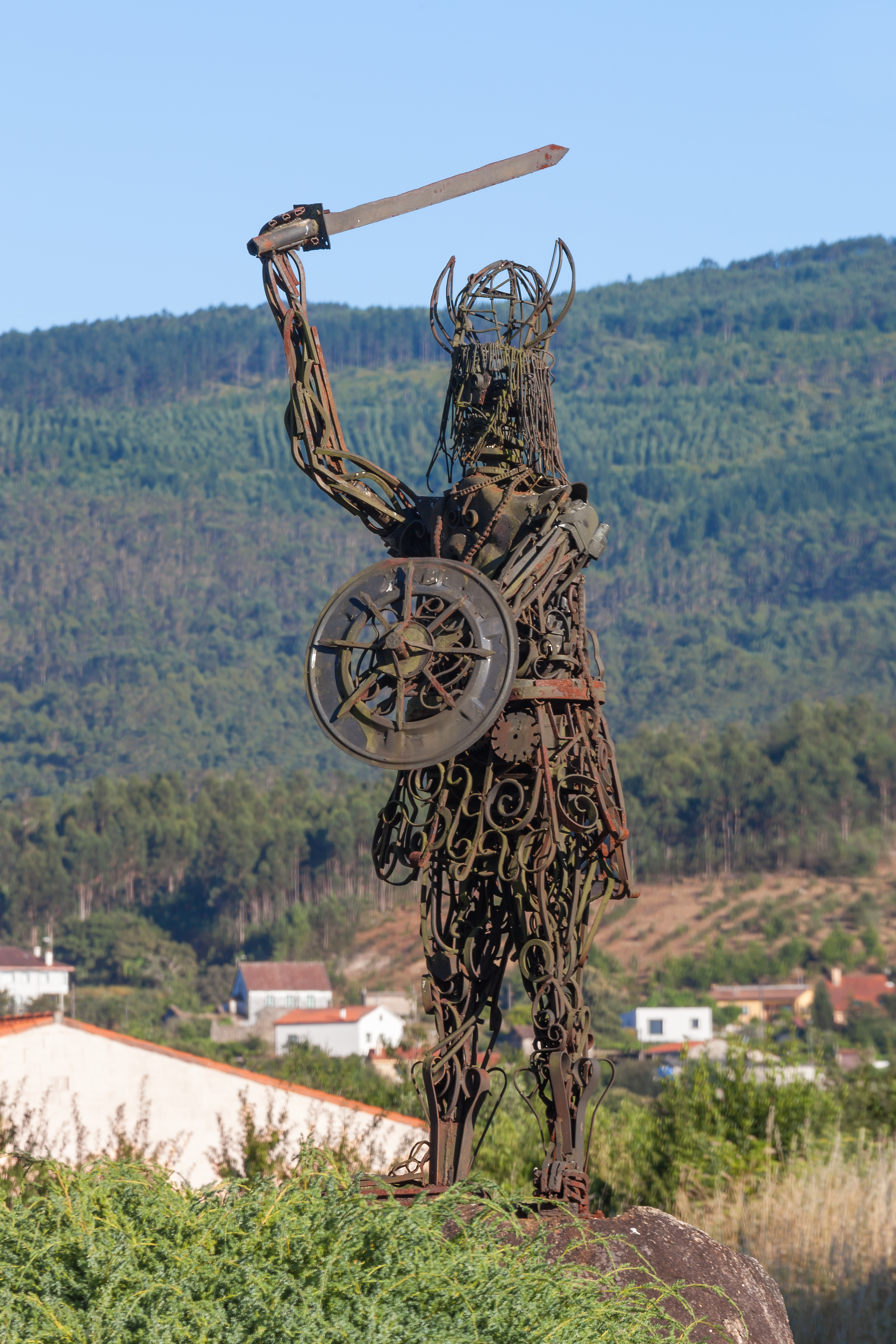
Estàtua en record de les incursions vikingues, a Catoira

La presència dels vikings a Galícia es va produir en el període comprès entre els segles VII i xii, en un context en el qual els pobles que habitaven Escandinàvia s'havien convertit en una potència naval, comercial i militar, llançant periòdiques expedicions comercials de saqueig i conquesta principalment contra la costa de l'Oceà Atlàntic, però també ascendint pel curs dels rius fins als llocs que pretenien saquejar. Van arribar fins a punts tan allunyats com el Mediterrani, i entre els llocs que van visitar es trobava Galícia, que ells denominaven Jakobsland (Terra de Santiago).

## Les primeres invasions

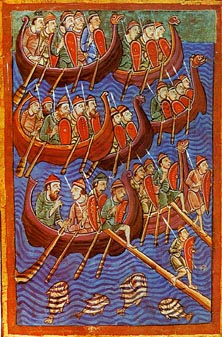
Representació d'una flota vikinga del.

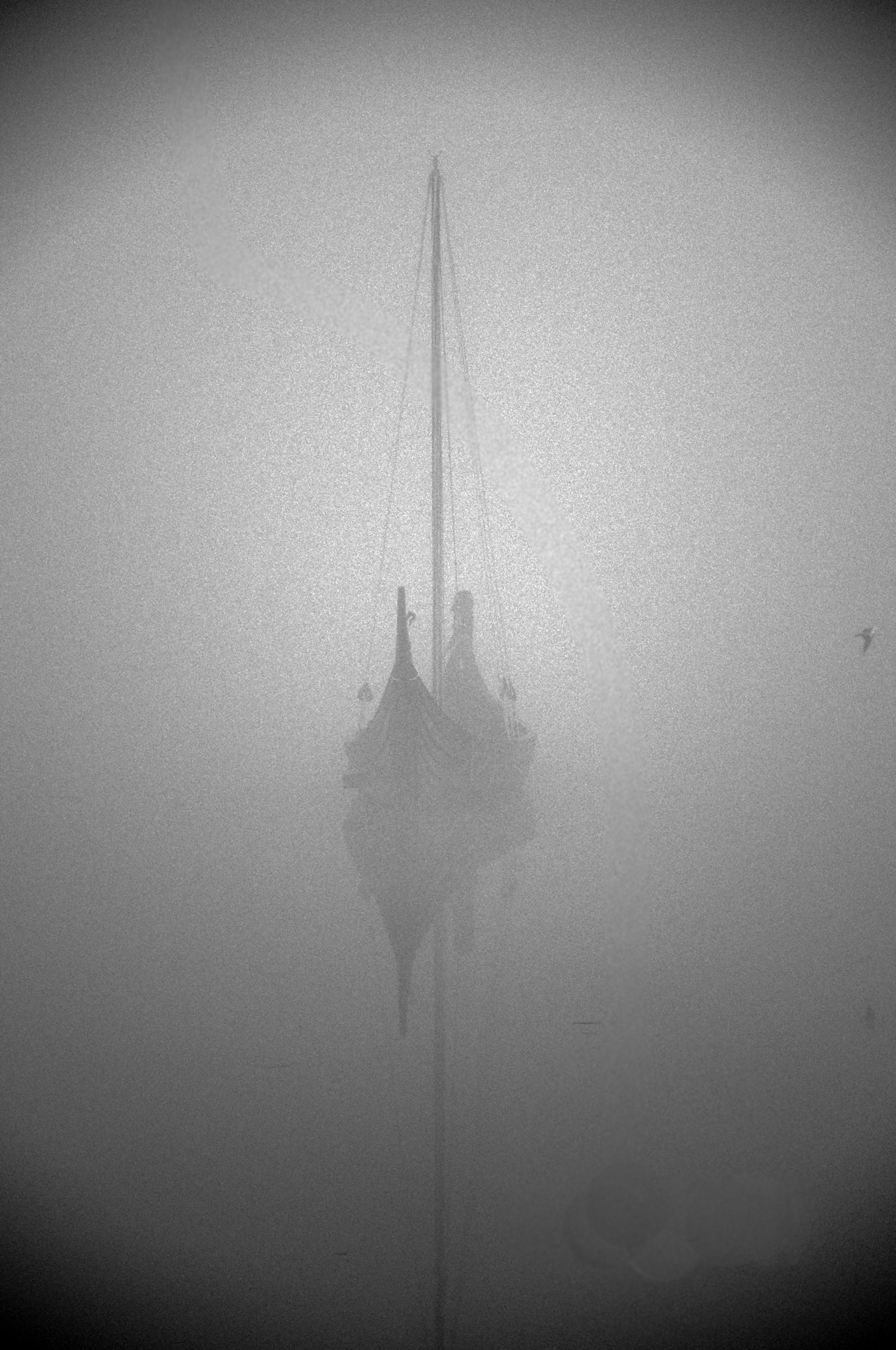
Drakkar a Catoira

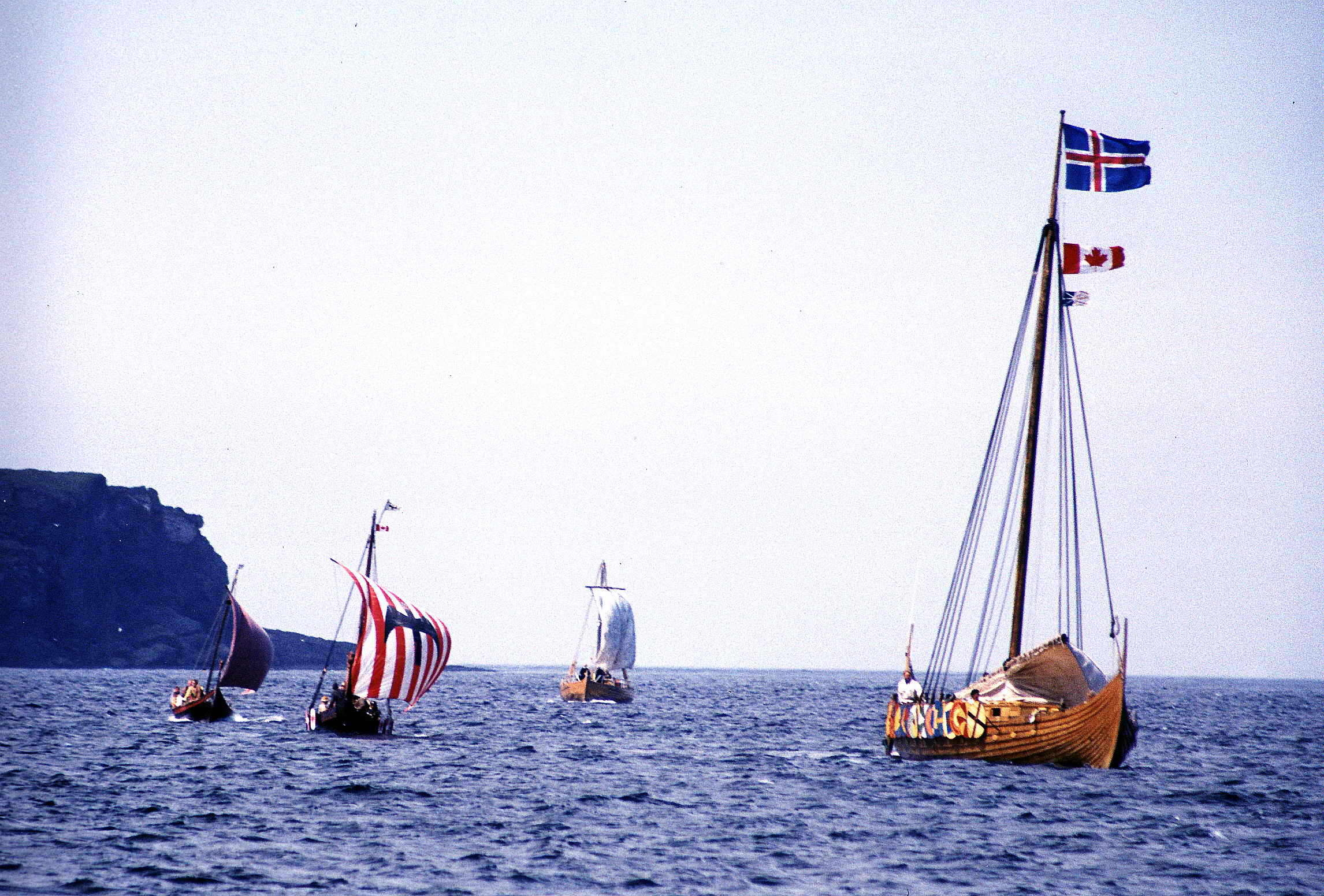
Recreació històrica moderna d'un desembarcament viking.

expansió dels víkings. El color groc fa referència a l'expansió dels normands de Normandia que eren principalment cavallers cristians de parla romànica.

La primera incursió dels vikings a Galícia apareix reflectida en els Annales Bertiniani, i es remunta al mes d'agost de l'any 844 quan un grup de víkings danesos procedent d'una expedició de saqueig es va endinsar per la Garona, i empesos per una tempesta van acabar arribant fins a Galícia, saquejant alguns llogarets costaners fins que van ser rebutjats als voltants del Farum Brecantium, és a dir, la Torre d'Hèrcules (La Corunya), a la que els víkings deien Fár. En aquella època regnava a Galícia Ramir I d'Astúries. Després de la derrota, els víkings van continuar el seu viatge fins a Lisboa, abans de tornar al seu país.
Durant aquesta època va sorgir la llegenda del bisbe Gonçal de Mondoñedo de la diòcesi de Bretonya: en arribar a l'entrada del riu Masma un gran nombre d'embarcacions víking, els habitants van acudir a la protecció del bisbe, al que consideraven sant. Gonçal va resar demanant la protecció del cel contra l'atac i llavors es va deslligar una gran tempestat que va enfonsar la major part de la flota invasora.
L'any 858, durant el regnat d'Ordoni I d'Astúries, va reaparèixer en les costes de Galícia una gran flota víking. Es tractava d'un contingent de cent naus procedent d'expedicions de saqueig a les costes franceses que es van dirigir cap a la ria d'Arousa. Després de saquejar la diòcesi d'Iria Flavia van arribar fins a Santiago de Compostel·la, assetjant la ciutat. Els habitants de Compostel·la van pagar un tribut per evitar el saqueig, però malgrat això els víkings van continuar intentant apoderar-se de la ciutat, fins que el setge va ser aixecat per un exèrcit dirigit pel comte Pedro Theon de Pravía, que els va derrotar i va destruir 38 vaixells; els supervivents es van dirigir cap al sud de la costa gallega, saquejant les poblacions al seu pas. Com a conseqüència d'aquesta expedició la seu episcopal d'Iria Flavia va ser traslladada a Santiago de Compostel·la.

## Les segones invasions
L'any 951 els víkings van reaparèixer de nou i van saquejar la costa gallega; en els anys següents les ciutats es van reforçar en previsió de nous atacs.
Van arribar a Galícia unes dues-centes naus al comandament de Gundered (Gudrød o Guðrǫðr), germà de Harald Gråfeldr, conegut com a Gunderedo a les cròniques gallegues. Cent d'aquestes naus es van detenir en la costa cantàbrica de Galícia i van atacar la diòcesi de Bretoña, mentre que altres cent es van internar en la ria d'Arousa i van desembarcar en el port d'Iuncariae (Xunqueira), per dirigir-se per terra fins a Santiago de Compostel·la. L'arribada dels víkings va coincidir amb el final de les disputes entre els bisbes Rossend de Celanova i Sisnand II d'Iria Flavia pel control de la diòcesi episcopal. Sisnand, que acabava d'expulsar a Rossend de la ciutat, va intentar detenir-los en les proximitats d'Iria Flavia, on havien arribat remuntant el curs del riu Ulla, però no ho va aconseguir i va morir travessat per una fletxa durant la batalla de Fornelos el 29 de març. Ja sense resistència, els víkings es van dispersar per Galícia, arribant fins al Courel. A Lugo el bisbe Hermenegildo va aconseguir defensar la ciutat, però no va poder impedir que els víkings arrasessin les terres de Bretoña, l'antiga seu de les quals va quedar destruïda, sent reconstruïda posteriorment en l'actual San Martiño de Mondoñedo.
L'any 968 els víkings van reaparèixer de nou i el propi bisbe va haver de fer-los front matant el seu cabdill Gundered a la batalla de Fornelos. L'any 968 el segon duc de Normandia, davant el perill d'invasió francesa del seu domini, va demanar ajuda als seus parents danesos i noruecs, que van acudir amb una gran flota viking. Una vegada derrotat el rei de França els víkings van romandre a Normandia, la qual cosa va provocar grans problemes, per la qual cosa el duc els va animar a partir a la conquesta de Galícia, aquesta terra tan rica de la qual tant parlen els pelegrins.
Els víkings van romandre durant prop de tres anys en terres gallegues, matant i saquejant, però quan tornaven a les seves naus carregats amb botí i presoners van ser interceptats per un exèrcit al comandament del comte Gonzalo Sánchez, que va aconseguir vèncer-los als voltants de la ria de Ferrol cap a l'any 970, donant mort a Gundered, el seu sækonungr i cremant la majoria de les seves naus. Després de deixar Galícia, els víkings van continuar navegant cap al sud i van saquejar la costa entre el riu Duero i Santarém.

## Les últimes invasions

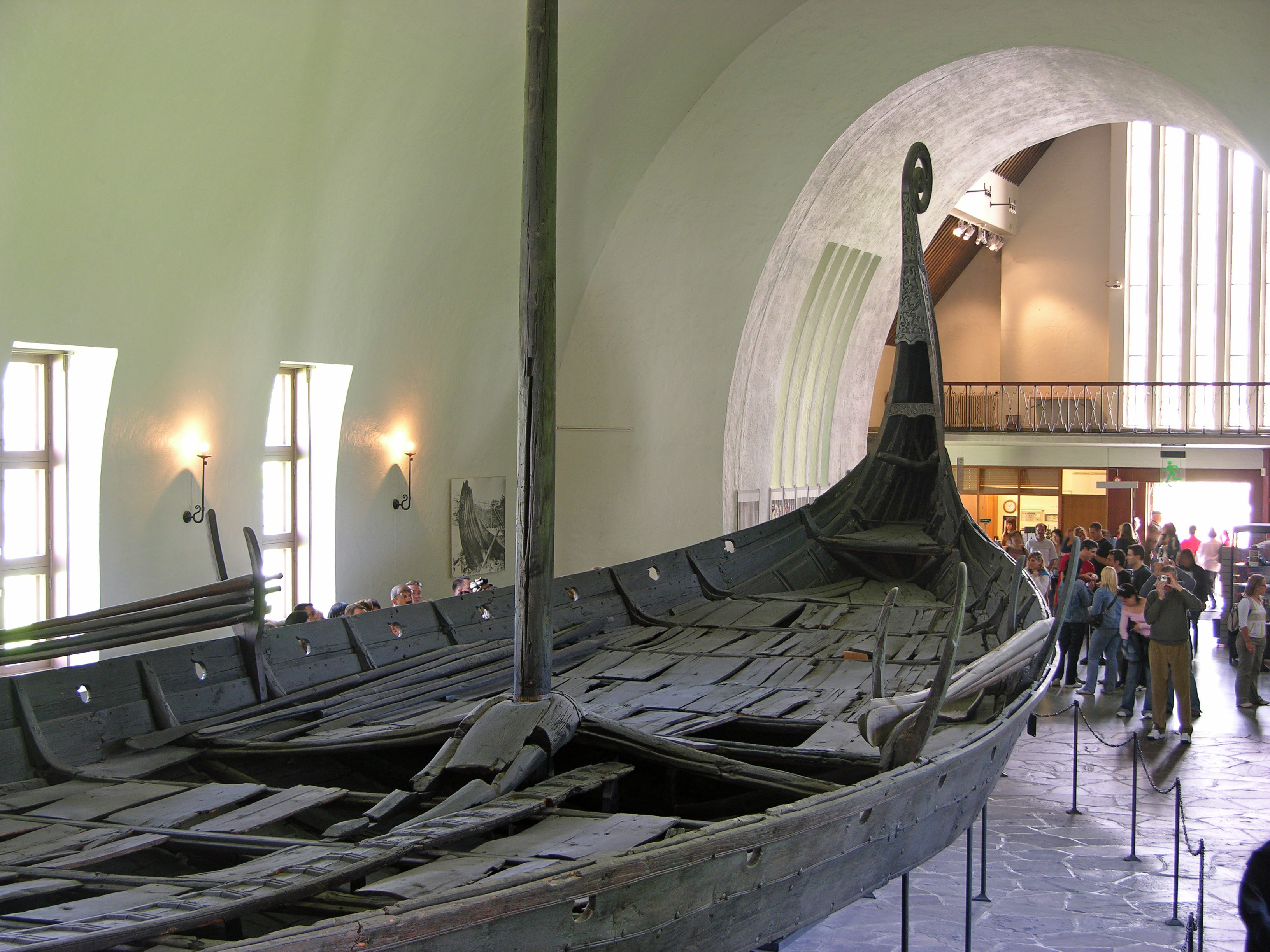
Drakar al Museu d'Oslo

Des del segle x els víkings van començar a aparèixer a Galícia de forma cada vegada més esporàdica; no obstant això, l'any 1015, dirigits potser pel rei Olaf van atacar Castropol, Betanzos, Ribas de Sil i Tui. En aquesta vila van desembarcar per sorpresa remuntant el Miño i van massacrar a l'exèrcit del comte Menedo, van arrasar la ciutat i van prendre com a presoner al bisbe Alfonso.
De l'any 1026 es conserva un document que revela una pràctica habitual entre els nòrdics, el segrest d'ostatges per obtenir rescat. En el document apareix Octicio negociant l'alliberament de dues dones, Meitilli i Gocina, mare i filla, per les quals finalment va lliurar una capa, una espasa, una camisa, tres llenços, una vaca i tres modis de sal.
L'any 1028, regnant Beremund III de Lleó, Ulf el gallec, també va dirigir una expedició contra les costes gallegues, pujant per la ria d'Arosa, però també va ser rebutjada per l'exèrcit del bisbe de Compostel·la Cresconio, qui també va enfortir la ria d'Arosa edificant els Castellum Honesti, les Torres de l'Oest.
Amb la fi del període de les invasions vikings va començar l'arribada de pelegrins nòrdics a Santiago de Compostel·la seguint el Camí de Sant Jaume. Entre aquests pelegrins es trobava figures importants com el rei de Noruega Sigurd, la tardor de 1108, seguint el camí marítim del vestvegr que connectava Escandinàvia amb Galícia, que durava uns vuit dies de travessia.

## Conseqüències
La destrucció de les seus episcopals d'Iria Flavia i Bretoña va provocar el seu trasllat a Santiago de Compostel·la i Lugo i un canvi en l'estructura del poder eclesiàstic gallec. Diverses fortificacions com les Torres de l'Oest o la muralla de Santiago van ser erigides per a la defensa enfront dels nòrdics. Encara que en el conjunt de les invasions vikingus, la presencia víking a Galícia va ser puntual i superficial, algun topònim com Lordemanos podria estar relacionat amb la presència nòrdica, encara que és més probable que aquest associat a les peregrinacions jacobees i no als saquejadors víkings.